# Avenue des Capucins
L'avenue des Capucins est une voie urbaine de Vernon dans l'Eure.

## Situation et accès
Elle s'étire sur plus d'1 kilomètre et s'étend sur une largeur de 50 mètres, détenant le record de la plus longue avenue d'Europe bordée d'une double rangée de tilleuls, espèce qui se prête à l'alignement.
La taille régulière des arbres en rideaux amplifie la rigueur de la perspective de la ligne droite.

## Origine du nom
Elle porte le nom d'un ancien couvent situé à proximité,

## Historique
La voie est percée en 1723 pour relier le château de Bizy à la Seine.
Postérieurement à la percée de la ligne de chemin de fer, sa partie comprise entre ladite ligne et la Seine (quelque peu déviée lorsqu'il s'est agi de construire un pont au-dessus de la voie ferrée) a été dénommée avenue Foch. L'avenue longe donc par la droite le double alignement de tilleuls dans le sens Bizy - Seine.

## Bâtiments remarquables et lieux de mémoire
L'avenue figure à l'inventaire général du patrimoine culturel depuis 1832.
L'avenue fait partie du site classé suivant :
- Les bords de Seine, avenues et places de Vernon  Site classé (1932)[3]. Le nombre indiqué par l'arrêté de 1932 est de 560 tilleuls.